# Cabimas
Cabimas är den näst största staden i delstaten Zulia i västra Venezuela. Den är belägen vid kusten mot Maracaibosjön och har cirka 250 000 invånare. Cabimas var tidigare känd för sin oljeindustri som startade under senare delen av 1920-talet.

## Administrativ indelning
Kommunen är indelad i nio socknar (parroquias):
- Ambrosio¹
- Arístides Calvani
- Carmen Herrera¹
- Germán Ríos Linares¹
- Jorge Hernández¹
- La Rosa¹
- Punta Gorda
- Rómulo Betancourt¹
- San Benito¹

¹ Del av Cabimas centralort.